# 武汉中央商务区

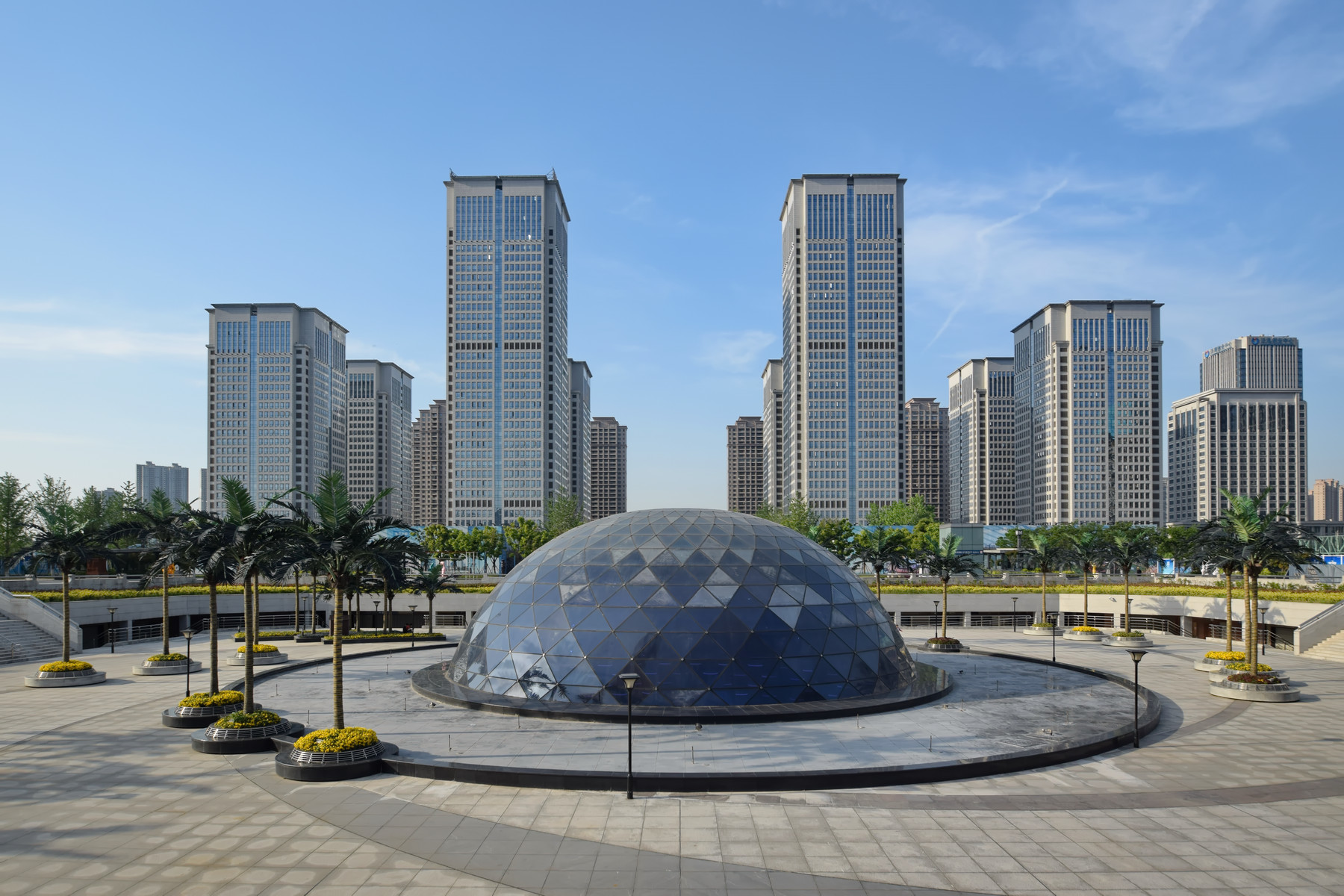
武汉中央商务区

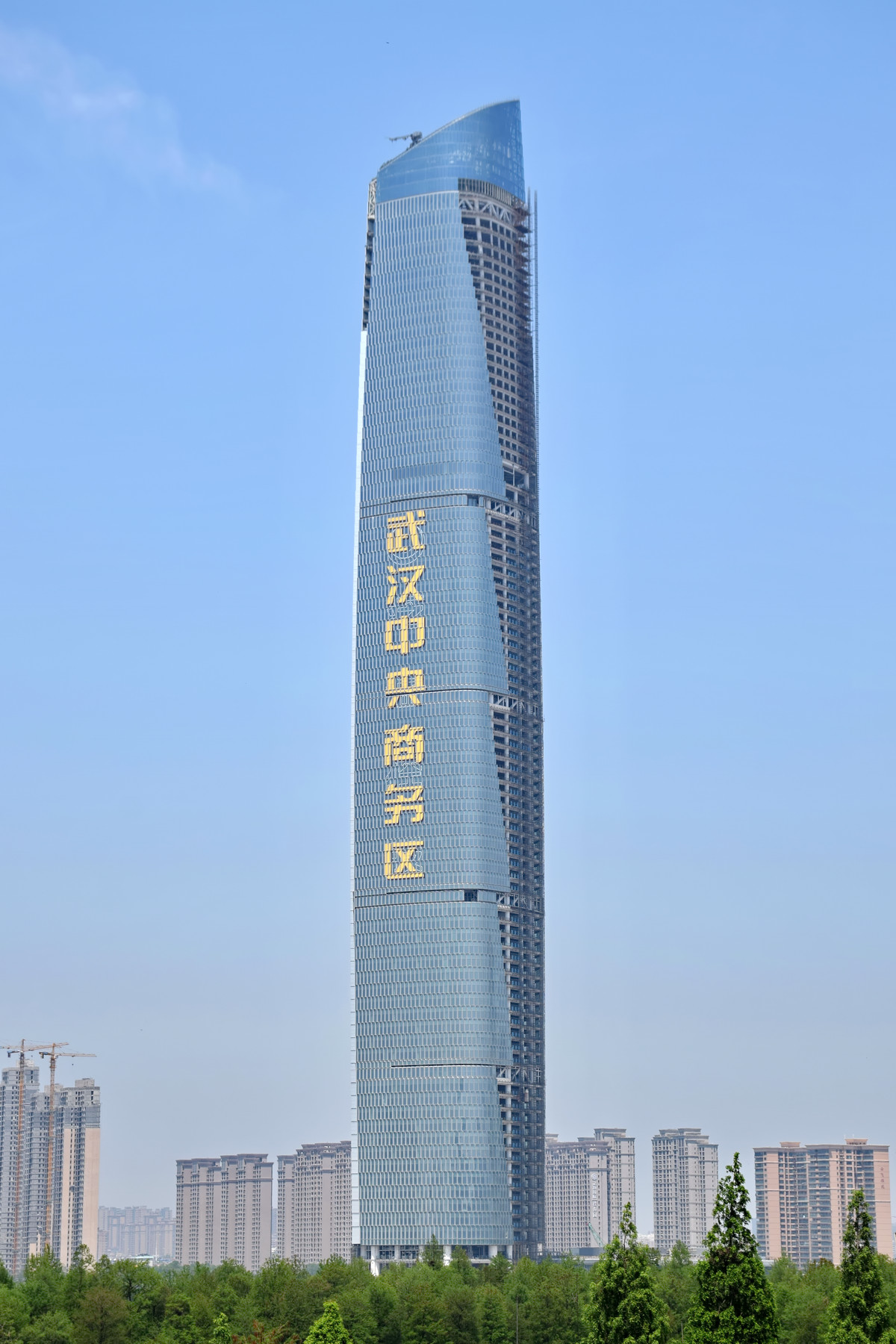
武汉中心

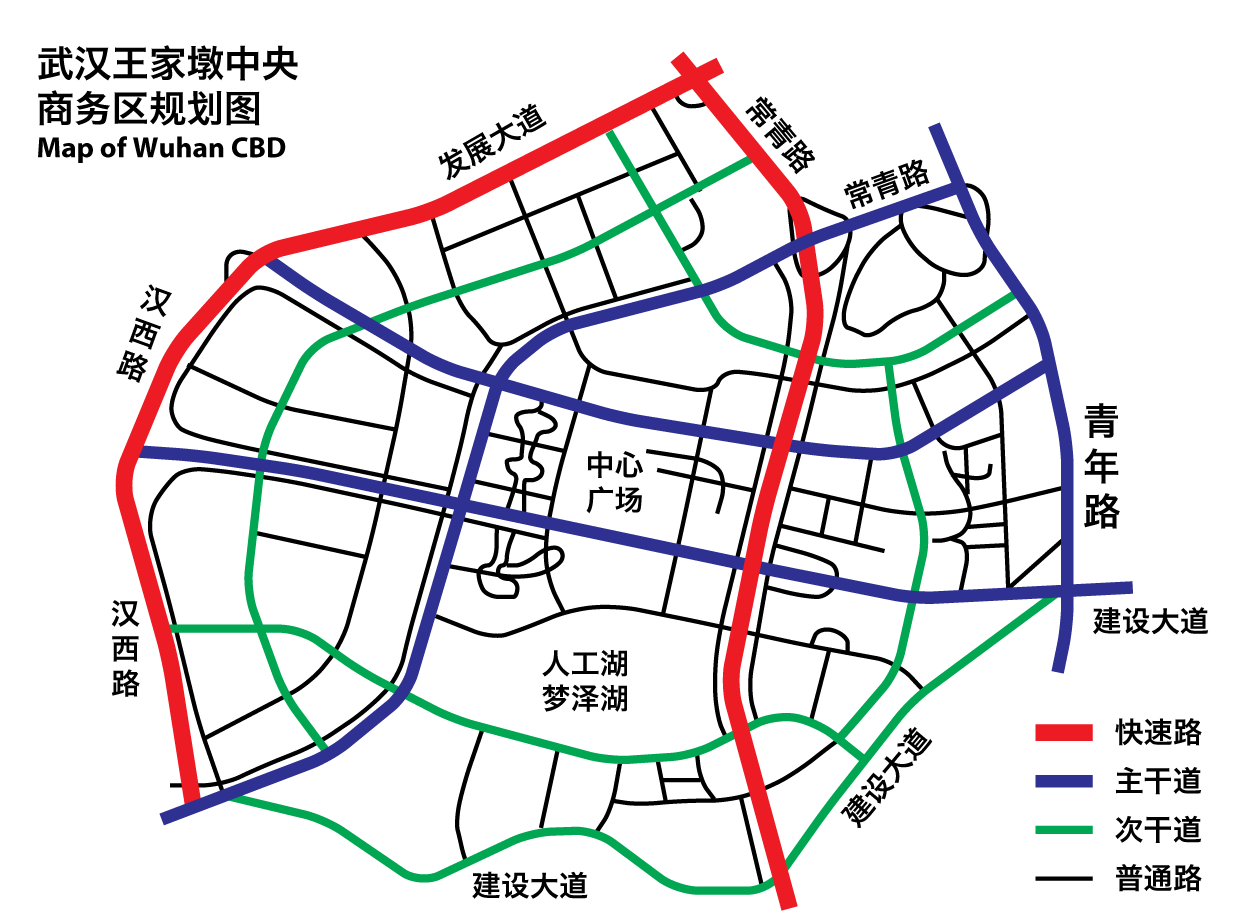
武汉中央商务区规划图

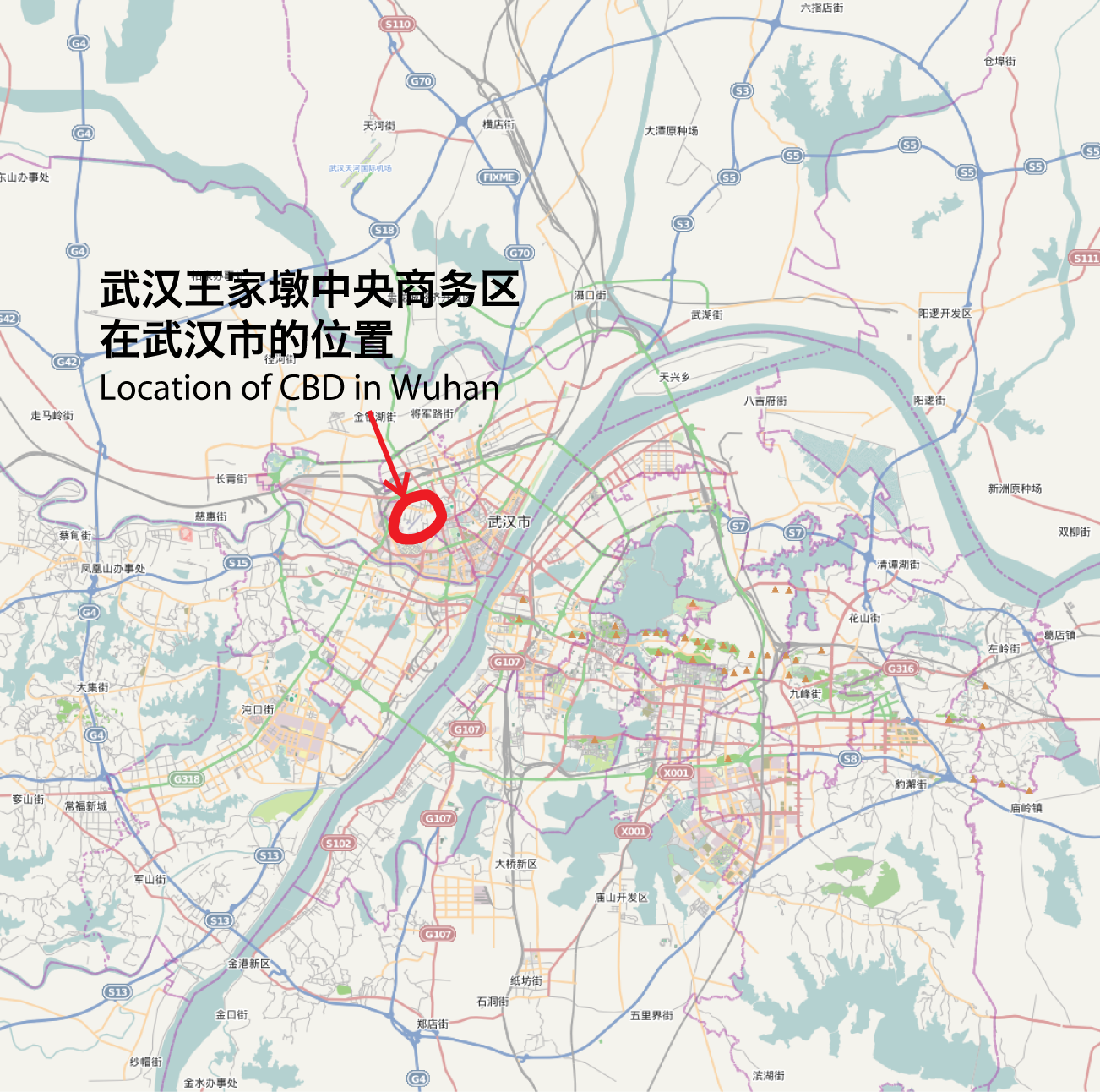
武汉CBD在武汉的位置

武汉中央商务区，或称武汉CBD或王家墩CBD，是武汉市的中心商务区，位于江汉区王家墩。

## 历史
CBD位于原武汉王家墩机场。该机场是民国时期汉口市的主要机场，也曾作为二战时期日本空袭重庆、成都的主要机场，以及美军空军使用的机场。1993年前作为空军机场，后也可以民用。随着城市的发展，王家墩机场所在的地块已成为汉口的地理中心，除了充足的土地资源和优越的区位条件外，周边基础设施配套完整，地面拆迁压力也较小，是城市中心区难得的一块可供进行大面积开发的用地。1999年2月9日，国务院批复《武汉市城市总体规划（1996-2020年）》，明确提出搬迁王家墩机场，建设辐射华中地区的博览、金融中心的规划目标。2003年1月，时任武汉市长李宪生在武汉市十一届一次人代会所作的《政府工作报告》中正式提出在汉口王家墩老机场原址建设“武汉王家墩商务区”，王家墩机场随后于2007年正式关闭，中央商务区建设随即开始。

## 建筑
- 武汉中心
- 武汉世贸中心[4]

## 公司
- 派乐汉堡总部[5]
- 蓝视云集团 （页面存档备份，存于）总部 [6][7]

## 交通
- 武汉地铁
  - 王家墩东站
  - 雲飛路站
  - 武漢商務區站